# Tomentaurum
 Tomentaurum  G.L.Nesom, 1991 è un genere di piante angiosperme dicotiledoni della famiglia delle Asteraceae, sottofamiglia Asteroideae, tribù Astereae (North American lineage) e sottotribù Chrysopsidinae.

## Etimologia
Il nome scientifico del genere è stato definito dal botanico Guy L. Nesom (1945-) nella pubblicazione " Phytologia; Designed to Expedite Botanical Publication. New York" ( Phytologia 71(2): 129) del 1991.

## Descrizione
Portamento. Le specie di questo genere sono erbacee scapose perenni e rizomatose.
Fusto. La parte aerea in genere è eretta (scaposa), semplice o ramosa. 
Foglie. Le foglie si dividono in basali (formano delle rosette) e caulinari. La disposizione delle foglie lungo il caule è alterna, e sono sessili. Le lamine sono intere con forme da obovate a oblanceolate. La superficie delle foglie è ricoperta da un denso tomento lanoso.
Infiorescenza.  Le sinflorescenze sono scapose (capolini solitari) con portamenti annuenti alla fioritura. I capolini sono formati da lunghi peduncoli con all'apice un involucro, con forme emisferiche, composto da diverse brattee, al cui interno un ricettacolo fa da base ai fiori di due tipi: fiori del raggio e fiori del disco. Le brattee, con forme strettamente ovate-lanceolate, con bordi ialini, con lamine da piatte a convesse, disuguali e a consistenza erbacea, sono disposte in modo più o meno embricato e scalato su 5 - 6 serie. Il ricettacolo, liscio, in genere è nudo ossia senza pagliette a protezione della base dei fiori; la forma è piano-convessa. 
Fiori.  I fiori sono tetra-ciclici (formati cioè da 4 verticilli: calice – corolla – androceo – gineceo) e pentameri (calice e corolla formati da 5 elementi). Si distinguono in:
- fiori del raggio (esterni): da 16 a 21 per capolino, sono femminili e sono disposti su una sola serie; la forma è ligulata (zigomorfa);
- fiori del disco (centrali): sono più numerosi con forme brevemente tubulose (attinomorfe); sono ermafroditi.

- Formula fiorale:

*/x K {\displaystyle \infty }, [C (5), A (5)], G 2 (infero), achenio
- Calice: i sepali del calice sono ridotti ad una coroncina di squame.

- Corolla: 
  - fiori del raggio: la forma della corolla alla base è più o meno tubulosa-imbutiforme, mentre all'apice è ligulata; la ligula è ampia e contorta e può terminare con alcuni denti; il colore è giallo;
  - fiori del disco: la forma è tubulare bruscamente divaricata in 5 lobi; i lobi, patenti o eretti, hanno una forma deltata o più o meno lanceolata; il colore è giallo.

- Androceo: l'androceo è formato da 5 stami sorretti da filamenti generalmente liberi; gli stami sono connati e formano un manicotto circondante lo stilo; le teche (produttrici del polline) alla base sono troncate e sono lievemente auricolate (molto raramente sono speronate o hanno una coda); le appendici apicali delle antere hanno delle forme piatte e lanceolate; il tessuto endoteciale (rivestimento interno dell'antera) è quasi sempre polarizzato (con due superfici distinte: una verso l'esterno e una verso l'interno). Il polline è sferico con un diametro medio di circa 25 micron;  è tricolporato (con tre aperture sia di tipo a fessura che tipo isodiametrica o poro) ed è echinato (con punte sporgenti).[9][11]

- Gineceo: l'ovario è infero uniloculare formato da 2 carpelli.[5] Lo stilo (il recettore del polline) è profondamente bifido (con due stigmi divergenti) e con le linee stigmatiche marginali separate.[12] I due bracci dello stilo hanno una forma da lanceolata a deltoide e possono essere papillosi o ricoperti da ciuffi di peli.

Frutti. I frutti sono degli acheni con pappo; in alcune specie è presente un certo dimorfismo (gli acheni dei fiori del raggio differiscono dagli acheni dei fiori del disco);
- achenio: la forma degli acheni è strettamente oblunga e fortemente appiattita con 7 - 9 sottili nervature bianche su ogni faccia;
- pappo: il pappo è persistente ed è formato da 45 - 60 setole o da scaglie sia interne che esterne su diverse serie.

## Biologia
Impollinazione: l'impollinazione avviene tramite insetti (impollinazione entomogama tramite farfalle diurne e notturne).

Riproduzione: la fecondazione avviene fondamentalmente tramite l'impollinazione dei fiori (vedi sopra).

Dispersione: i semi (gli acheni) cadendo a terra sono successivamente dispersi soprattutto da insetti tipo formiche (disseminazione mirmecoria). In questo tipo di piante avviene anche un altro tipo di dispersione: zoocoria. Infatti gli uncini delle brattee dell'involucro (se presenti) si agganciano ai peli degli animali di passaggio disperdendo così anche su lunghe distanze i semi della pianta. Inoltre per merito del pappo il vento può trasportare i semi anche a distanza di alcuni chilometri (disseminazione anemocora).

## Distribuzione e habitat
Le specie di questo genere sono distribuite in Messico.

## Sistematica
La famiglia di appartenenza di questa voce (Asteraceae o Compositae, nomen conservandum) probabilmente originaria del Sud America, è la più numerosa del mondo vegetale, comprende oltre 23.000 specie distribuite su 1.535 generi, oppure 22.750 specie e 1.530 generi secondo altre fonti (una delle checklist più aggiornata elenca fino a 1.679 generi). La famiglia attualmente (2021) è divisa in 16 sottofamiglie; la sottofamiglia Asteroideae è una di queste e rappresenta l'evoluzione più recente di tutta la famiglia.

### Filogenesi
La tribù Astereae (una delle 21 tribù della sottofamiglia Asteroideae) comprende circa 40 sottotribù. In base alle ultime ricerche nella tribù sono stati individuati (provvisoriamente) 5 principali lignaggi:
- Basal grade: include alcuni generi isolati, il gruppo "South American-Oceania",  alcune sottotribù africane e il gruppo dei generi legnosi del Madagascar.
- Bellis lineage: comprende le sottotribù eurasiatiche e una sottotribù africana.
- Aster lineage: include i generi asiatici di Asterinae e i principali gruppi dell'Australia e dell'Oceania.
- Baccharis lineage: include alcuni gruppi sudamericani.
- North American lineage: include la vasta gamma di sottotribù del Nordamerica, Messico e alcuni gruppi distribuiti nel Sudamerica.

Il genere  Tomentaurum (insieme alla sottotribù Chrysopsidinae) è incluso nel lignaggio "North American lineage".
I caratteri distintivi del genere sono:
- la superficie delle foglie è ricoperta da un denso tomento lanoso;
- la forma degli acheni è strettamente oblunga e fortemente appiattita con 7 - 9 sottili nervature bianche su ogni faccia;
- ogni stelo ha un solo capolino.

### Elenco delle specie
Questo genere ha 2 specie:
- Tomentaurum niveum (S.Watson) G.L.Nesom
- Tomentaurum vandevenderorum  (B.L.Turner) G.L.Nesom